# 石井忠信
石井 忠信／石井 一幽軒（いしい ただのぶ／いしい いちゆうけん）は、戦国時代から安土桃山時代にかけての武将。肥前国の戦国大名龍造寺氏の重臣。肥前国佐嘉郡飯盛城主石井和泉守忠清の三男。
龍造寺隆信・政家および鍋島直茂の重臣を務めた。
佐賀藩祖鍋島直茂の正室で、初代藩主勝茂の生母になった陽泰院の叔父にあたる。
佐賀藩独礼石井伊予守家（家禄375石）の初代である。

## 来歴
肥前国小城郡主千葉氏および佐賀城主龍造寺氏の重臣で、佐嘉郡飯盛城主石井和泉守忠清の三男として生まれる。
父忠清や兄兵部少輔常延・長門守忠家とともに、龍造寺家兼・隆信二代に仕えた。
元亀元年（1570年）、鍋島直茂に従い、佐賀城に侵攻した大友親貞の本陣を急襲し、龍造寺氏の戦勝に貢献した（今山の戦い）。
天正12年（1584年）3月、沖田畷の戦いで、龍造寺隆信が討たれ、石井氏からも多くの戦死者を出した。忠信は、石井氏の長老として、一族の団結を促した。
天正8年（1580年）の段階で、龍造寺氏の分限帳には、嫡男の肥後守忠時が掲載されており、忠時に家督を譲って隠居していたものと考えられる。忠時は、本家刑部少輔常忠の跡を受けて、飯盛城主になった。
子孫は、後に佐賀藩独礼の家格で遇せられ、家禄375石をもって、明治維新の廃藩まで続いた。
天正15年（1587年）死去。
| スタブアイコン | サブスタブ | この項目は、まだ閲覧者の調べものの参照としては役立たない、人物に関連した書きかけの項目です。この項目を加筆・訂正などしてくださる協力者を求めています（P:人物伝/PJ:人物伝）。 |